# Герман, Пит
Пит Герман (12 февраля 1896 года — 13 апреля 1973 года) был одним из самых выдающихся чемпионов мира в легчайшем весе по боксу.

## Биография
Итальяно-американец, родился под именем Питер Гулотта в Новом Орлеане, штат Луизиана, и выступал на боях в боксе с 1912 года по 1922 год.

## Достижения
Он ушел в отставку с рекордным количеством побед в количестве 69 (19 из них — нокаутом), 11 поражениями, 8 боями, которые закончились ничьей и 61 боем без результата в 149 поединках. Его менеджерами были Джером Гаргано, Док Котт, Сэмми Голдман и Ред Уолш. Редактор и основатель журнала «Ring Magazine» Нэт Флейшер оценил Германа как № 2 в рейтинге лучших бойцов всех времен в своем весе за все время.